# Arrondissement Ajaccio
Ajaccio is een arrondissement van het Franse departement Corse-du-Sud, dat behoort tot de collectivité territoriale de Corse. De onderprefectuur is Ajaccio.

## Kantons
Het arrondissement was tot 2014 samengesteld uit de volgende kantons:
- Kanton Ajaccio-1
- Kanton Ajaccio-2
- Kanton Ajaccio-3
- Kanton Ajaccio-4
- Kanton Ajaccio-5
- Kanton Ajaccio-6
- Kanton Ajaccio-7
- Kanton Bastelica
- Kanton Celavo-Mezzana
- Kanton Cruzini-Cinarca
- Kanton Les Deux-Sevi
- Kanton Les Deux-Sorru
- Kanton Santa-Maria-Siché
- Kanton Zicavo

Na de herindeling van de kantons door het decreet van 24 februari 2014, met uitwerking op 22 maart 2015, zijn dat: 
- Kanton Ajaccio-1
- Kanton Ajaccio-2
- Kanton Ajaccio-3
- Kanton Ajaccio-4
- Kanton Ajaccio-5
- Kanton Gravona-Prunelli
- Kanton Sevi-Sorru-Cinarca
- Kanton Taravo-Ornano (deel: 28/34)